# Bozhil Kolev
Bozhil Naydenov Kolev (Божил Найденов Колев en búlgar),nascut el 12 de gener de 1949 a Tsonevo, Dalgopol, Varna, és un exjugador de futbol professional búlgar.
Entre el 1969 i el 1978 va disputar 60 partits amb la selecció nacional. Pel que fa a clubs, destacà durant gairebé una dècada al CSKA Sofia.